# Atletica leggera ai Giochi della XVII Olimpiade - Staffetta 4×400 metri

Video della Finale (filmato in B/N; commento in italiano)

Video della Finale (filmato a colori; commento in inglese)

La competizione della staffetta 4×400 metri maschile di atletica leggera ai Giochi della XVII Olimpiade si è disputata nei giorni 7 e 8 settembre 1960 allo Stadio Olimpico di Roma.

## Risultati

### Turni eliminatori
| 4 Batterie   | 7 settembre | 19 squadre | Si qualificano le prime 3. |
| 2 Semifinali | 8 settembre | 6 + 6      | Si qualificano le prime 3. |
| Finale       | 8 settembre | 6 squadre  |                            |

### Batterie
| Pos. | Nazione    | Atleti                                                           | Tempo Ufficiale | Tempo Ufficioso |
| ---- | ---------- | ---------------------------------------------------------------- | --------------- | --------------- |
| 1    | Germania   | Hans-Joachim Reske, Manfred Kinder Jo Kaiser, Carl Kaufmann      | 3'10"4          | 3'10"58         |
| 2    | Canada     | Ergas Leps, Joseph Mullins Siegmar Ohlemann, Terry Tobacco       | 3'10"5          | 3'10"65         |
| 3    | Jugoslavia | Srđan Savić, Ðani Kovač Miloje Grujić, Viktor Šnajder            | 3'10"6          | 3'10"75         |
| 4    | Finlandia  | Pentti Rekola, Börje Strand Voitto Hellstén, Jussi Rintamäki     | 3'11"7          | 3'11"90         |
| 5    | Porto Rico | Ovidio de Jesús, José Luis Villalongo Ramón Vega, German Guenard | 3'13"9          | 3'13"91         |

| Pos. | Nazione           | Atleti                                                                 | Tempo Ufficiale | Tempo Ufficioso |
| ---- | ----------------- | ---------------------------------------------------------------------- | --------------- | --------------- |
| 1    | Indie Occidentali | Mal Spence, James Wedderburn Keith Gardner, George Kerr                | 3'09"1          | 3'09"28         |
| 2    | Polonia           | Edward Bożek, Stanisław Swatowski Bogusław Gierajewski, Jerzy Kowalski | 3'09"5          | 3'09"67         |
| 3    | Italia            | Giuseppe Bommarito, Mario Fraschini Nereo Fossati, Renato Panciera     | 3'09"8          | 3'10"00         |
| 4    | Belgio            | Marcel Lambrechts, Jozef Lambrechts Lodewijk De Clerck, Roger Moens    | 3'15"1          | 3'15"26         |
| 5    | Lussemburgo       | Roger Bofferding, Felix Heuertz Norbert Haupert, Ramon Humbert         | 3'21"7          | 3'21"87         |

| Pos. | Nazione       | Atleti                                                                         | Tempo Ufficiale | Tempo Ufficioso |
| ---- | ------------- | ------------------------------------------------------------------------------ | --------------- | --------------- |
| 1    | Svizzera      | René Weber, Ernst Zaugg Hansruedi Bruder, Christian Wägli                      | 3'10"7          | 3'10"79         |
| 2    | Sudafrica     | Edward Jefferys, Edgar Brian Davis Gordon Day, Malcolm Spence                  | 3'16"1          | 3'16"32         |
| 3    | Gran Bretagna | Malcolm Yardley, Barry Jackson John Wrighton, Robbie Brightwell                | 3'20"3          | 3'20"47         |
| -    | Grecia        | Leonidas Kormalis, Konstantinos Moragiemos Evangelos Depastas, Vasilios Sillis | DNF             | DNF             |

| Pos. | Nazione          | Atleti                                                                     | Tempo Ufficiale | Tempo Ufficioso |
| ---- | ---------------- | -------------------------------------------------------------------------- | --------------- | --------------- |
| 1    | Stati Uniti      | John Lloyd Yerman, Earl Young Glenn Davis, Otis Davis                      | 3'10"4          | 3'10"58         |
| 2    | Ghana            | William Quaye, James Addy Frederick Owusu, John Asare-Antwi                | 3'10"5          | 3'10"66         |
| 3    | Svezia           | Hans-Olof Johansson, Per-Owe Trollsås Lennart Jonsson, Alf Petersson       | 3'10"7          | 3'10"91         |
| 4    | Cecoslovacchia   | Zdeněk Váňa, Jan Šlégr Jaroslav Jirásek, Josef Trousil                     | 3'11"2          | 3'11"33         |
| 5    | Unione Sovietica | Konstantin Grachov, Boris Kriunov Vladimir Polyanichev, Arnold Matsulevych | 3'12"1          | 3'12"31         |

### Semifinali
| Pos. | Nazione       | Atleti                                                             | Tempo Ufficiale | Tempo Ufficioso |
| ---- | ------------- | ------------------------------------------------------------------ | --------------- | --------------- |
| 1    | Sudafrica     | Edward Jefferys, Edgar Brian Davis Gordon Day, Malcolm Spence      | 3'06"4          | 3'06"53         |
| 2    | Germania      | Hans-Joachim Reske, Manfred Kinder Jo Kaiser, Carl Kaufmann        | 3'07"4          | 3'07"60         |
| 3    | Gran Bretagna | Malcolm Yardley, Barry Jackson John Wrighton, Robbie Brightwell    | 3'07"5          | 3'07"67         |
| 4    | Italia        | Giuseppe Bommarito, Mario Fraschini Nereo Fossati, Renato Panciera | 3'07"7          | 3'07"83         |
| 5    | Canada        | Ergas Leps, Joseph Mullins Siegmar Ohlemann, Terry Tobacco         | 3'08"2          | 3'08"37         |
| 6    | Jugoslavia    | Srđan Savić, Ðani Kovač Miloje Grujić, Viktor Šnajder              | 3'10"2          | 3'10"34         |

| Pos. | Nazione           | Atleti                                                                 | Tempo Ufficiale | Tempo Ufficioso |
| ---- | ----------------- | ---------------------------------------------------------------------- | --------------- | --------------- |
| 1    | Stati Uniti       | John Lloyd Yerman, Earl Young Glenn Davis, Otis Davis                  | 3'08"4          | 3'08"57         |
| 2    | Indie Occidentali | Mal Spence, James Wedderburn Keith Gardner, George Kerr                | 3'09"2          | 3'09"34         |
| 3    | Svizzera          | René Weber, Ernst Zaugg Hansruedi Bruder, Christian Wägli              | 3'09"7          | 3'09"77         |
| 4    | Polonia           | Edward Bożek, Stanisław Swatowski Bogusław Gierajewski, Jerzy Kowalski | 3'10"8          | 3'10"88         |
| 5    | Ghana             | William Quaye, James Addy Frederick Owusu, John Asare-Antwi            | 3'10"9          | 3'11"03         |
| 6    | Svezia            | Hans-Olof Johansson, Per-Owe Trollsås Lennart Jonsson, Alf Petersson   | 3'10"9          | 3'11"05         |

## Finale
Si ripete il duello tra Otis Davis e Carl Kaufmann che ha entusiasmato nei 400 piani. Entrambi sono gli ultimi frazionisti della propria nazionale.
All'ultimo cambio di testimone gli Stati Uniti sono davanti. Kaufmann recupera rapidamente lo svantaggio; rimane incollato a Davis, prova ad attaccarlo sul rettilineo opposto a quello d'arrivo, ma ci ripensa. Quando mancano 100 metri è troppo tardi: Davis rilancia la volata e va a vincere col nuovo record del mondo. La Germania si consola col record europeo.
La frazione di Kaufmann è cronometrata in 44"8, contro il 45"2 dell'americano.
| Pos.    | Nazione           | Atleti                                                          | Tempo Ufficiale | Tempo Ufficioso |
| ------- | ----------------- | --------------------------------------------------------------- | --------------- | --------------- |
| Oro     | Stati Uniti       | John Lloyd Yerman, Earl Young Glenn Davis, Otis Davis           | 3'02"2          | 3'02"37         |
| Argento | Germania          | Hans-Joachim Reske, Manfred Kinder Jo Kaiser, Carl Kaufmann     | 3'02"7          | 3'02"84         |
| Bronzo  | Indie Occidentali | Mal Spence, James Wedderburn Keith Gardner, George Kerr         | 3'04"0          | 3'04"13         |
| 4       | Sudafrica         | Edward Jefferys, Edgar Brian Davis Gordon Day, Malcolm Spence   | 3'05"0          | 3'05"18         |
| 5       | Gran Bretagna     | Malcolm Yardley, Barry Jackson John Wrighton, Robbie Brightwell | 3'08"3          | 3'08"47         |
| 6       | Svizzera          | René Weber, Ernst Zaugg Hansruedi Bruder, Christian Wägli       | 3'09"4          | 3'09"55         |